# جون ماديسون
جون ماديسون (بالإنجليزية: John Maddison)‏ هو سياسي أسترالي، ولد في 4 سبتمبر 1921 في أستراليا، وتوفي في 29 أغسطس 1982. حزبياً، نشط في الحزب الليبرالي الأسترالي. وقد انتخب عضو الجمعية التشريعية نيو ساوث ويلز.